# Щепанек (Мазовецьке воєводство)
Щепанек (пол. Szczepanek) — село в Польщі, у гміні Тлущ Воломінського повіту Мазовецького воєводства.
Населення — 258 осіб (2011).
У 1975-1998 роках село належало до Остроленцького воєводства.

## Демографія
Демографічна структура станом на 31 березня 2011 року:
|          | Загалом | Допрацездатний вік | Працездатний вік | Постпрацездатний вік |
| -------- | ------- | ------------------ | ---------------- | -------------------- |
| Чоловіки | 141     | 36                 | 94               | 11                   |
| Жінки    | 117     | 22                 | 68               | 27                   |
| Разом    | 258     | 58                 | 162              | 38                   |